# Coupe de la Ligue tunisienne de football
La coupe de la Ligue tunisienne de football est une compétition de football tunisienne mise en place en 2000 par la Fédération tunisienne de football.

## Histoire
Le club détenteur de la coupe de la Ligue est qualifié pour participer à la Coupe arabe des vainqueurs de coupe. À partir de la saison 2002-2003, le club détenteur de la coupe de la Ligue est qualifié pour participer à la nouvelle forme de la Ligue des champions arabes.
La compétition est une première fois supprimée à la fin de la saison 2004-2005 puis réintégrée pour la saison 2006-2007 avant d'être définitivement supprimée.

## Palmarès
| Saison    | Club champion                  | Score de la finale | Vice-champion                   |
| --------- | ------------------------------ | ------------------ | ------------------------------- |
| 1999-2000 | Stade tunisien                 | 1-0                | Club sportif sfaxien            |
| 2000-2001 | Espoir sportif de Jerba Midoun | 1-0                | Sélection 2001                  |
| 2001-2002 | Stade tunisien                 | 1-0                | Étoile sportive de Béni Khalled |
| 2002-2003 | Club sportif sfaxien           | 1-0                | Olympique de Béja               |
| 2003-2004 | Club athlétique bizertin       | 1-0 (7-6)          | Olympique de Béja               |
| 2004-2005 | Étoile sportive du Sahel       | 1-0                | Club athlétique bizertin        |
| 2005-2006 |                                | Non disputé        |                                 |
| 2006-2007 | Avenir sportif de La Marsa     | 1-0                | Club sportif de Hammam Lif      |